# Зона молчания
Зо́на молча́ния — область пространства, в которой невозможен приём радио или регистрация звуковых волн.

## Вакустике
Зона акустической тени — область, в которой звук мощных источников не слышен, однако на больших расстояниях он снова появляется (т. н. «зона аномальной слышимости»).
Зоны молчания обычно имеют на земной поверхности форму неправильного кольца, которое окружает источник звука. Иногда наблюдается две или даже три зоны молчания, разделённые зонами аномальной слышимости. Внутренний радиус первой зоны молчания обычно равен 20—80 дм, иногда он достигает 150 дм; внешний радиус может достигать 150—400 дм.
Основной причиной, по которой образуются зоны молчания — рефракция звука в атмосфере: температура в нижних слоях атмосферы убывает с высотой, звуковые лучи отклоняются вверх и уходят от поверхности Земли. На высоте 40—60 м температура снова повышается (до 0—30 °C), лучи загибаются книзу, огибают сверху зону молчания, возвращаются на земную поверхность, образуя зону аномальной слышимости, вторая и третья зоны аномальной слышимости образуются вследствие одно- и двукратного отражения звуковых лучей от земной поверхности. Искажение формы зоны акустической тени происходит за счёт того, что ветер изменяет направление и форму звуковых лучей.
Исследование аномального распространения звука является одним из методов определения температур в средней атмосфере. Подобное явление наблюдается часто и при распространении звука в воде.

## Врадиофизике
Зона молчания — область пространства, в пределах которой отсутствует приём сигналов передатчиков коротких волн, или эти сигналы оказываются значительно слабее в сравнении с сигналами, принимаемыми ближе или дальше этой области.
Обычно наличие зоны молчания связано с характером распространения радиоволн в атмосфере. Существует две зоны уверенного приёма: первая — в пределах прямой видимости, вторая — для волн, отражённых от ионосферы Земли. В промежутке между ними радиоволны от источника не принимаются — это и есть зона молчания.